# イベリスモ

イベリスモが提案する国旗。19世紀の両国の国旗を基にしている。

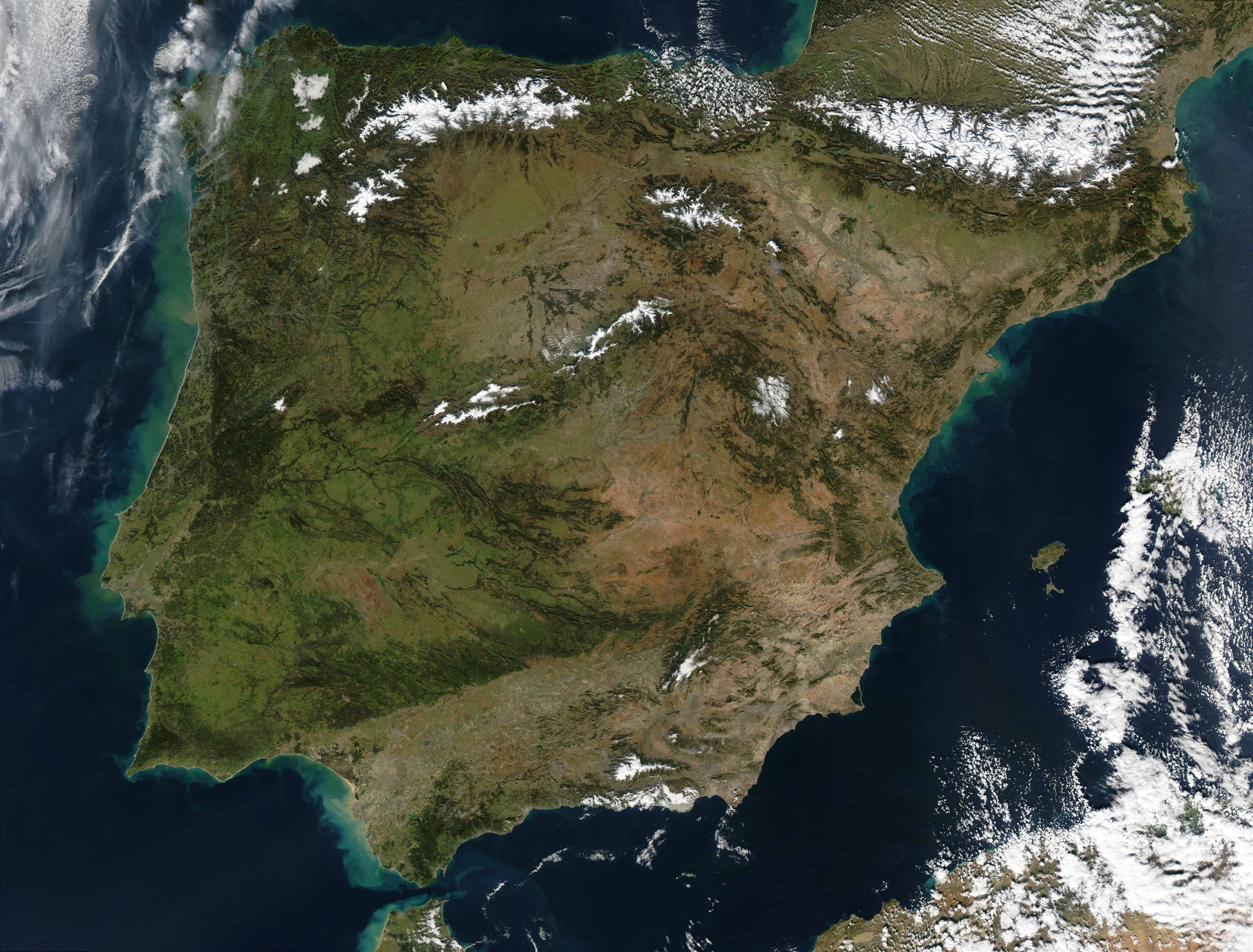
イベリア半島の衛星写真。このような形状であるため、スペイン本土が描かれた長方形の地図を作成する場合、必然的にポルトガル本土もその地図の中に収まることになる。

イベリスモ（西・葡: Iberismo、葡語では「イベリジュモ」と発音）は、イベリア半島に領土を有するスペインとポルトガル両国の政治的統合を目指す運動。19世紀中盤から、スペイン・ポルトガル両国の知識人の中にこのイベリスモを提唱している人物がいる。
スペインとポルトガルは、言語的・文化的・歴史的に多くの要素を共有している。いずれも先住民はケルト人やイベリア人であり、その後ローマ帝国の一部となり、西ローマ帝国の崩壊後は西ゴート王国の一部となる（西ゴート王国は初期は今の南フランスにも領土を持っていた）。その後イスラム勢力が侵攻してアル＝アンダルスの一部となり、イベリア半島北部に逃れたキリスト教徒がレコンキスタを通じて南方に領土を拡大していった。その過程で、後のスペインの主体となるカスティーリャ王国からポルトガルの前身であるポルトゥカーレ伯領が1143年に独立を認められたが、その際に言語的にはポルトガルとほぼ同一であったガリシアはカスティーリャ側に残された。ガリシアでは現在でもガリシア語が話されており、このガリシア語とポルトガル語はポルトガルが独立するまでは同一の言語共同体を形成していたため、非常に近く（特にドウロ川以北のポルトガル語とは非常に近い関係にある）。また今日でもポルトガル人とガリシア人は国家の枠を超えた親近感を強く有する。
レコンキスタの終了後には、大航海時代に中南米やアフリカ、アジアなどに植民地を持ったりこれらの地域と交易を行ったりして（その中には日本も含まれる）、これらの地域にイベリア半島の文化やカトリックなどを伝えた。1580年から1640年まではハプスブルク家のスペイン王がポルトガル王も兼ねる同君連合の状態であり、ブラガンサ王朝が成立することでポルトガルは再度政治的独立を確保することとなる。しかし17世紀以降は没落し、19世紀初頭にはナポレオン・ボナパルトによる侵攻を受け（ポルトガルではこの時期、王室がリオデジャネイロに避難している）、スペイン独立戦争を通じて独立を勝ち取ったものの、その余波がラテンアメリカにも波及し、植民地に独立を許すこととなる。
また、20世紀にはスペインではスペイン内戦後にフランシスコ・フランコによる、ポルトガルでは1930年代に首相に就任したアントニオ・サラザールによる軍事独裁体制が、1970年代中ごろまで続くことになる（スペインではフランコの死により1975年、ポルトガルではカーネーション革命により1974年に軍事独裁体制が崩壊）。その後民主化とともに経済発展も進んだ両国は1986年にそろって当時の欧州共同体（EC、現在の欧州連合（EU））に加盟し、EC>EUの一員として共同歩調を取ることが増える一方で、イベロアメリカ首脳会議を通じてラテンアメリカとの関係も強化している。
イベリア半島ではさまざまな言語が使われているが、スペイン全土の公用語であるスペイン語（カスティーリャ語）とポルトガルの主要な公用語であるポルトガル語はどちらもロマンス語派西ロマンス語派に属している。両者は非常に似ており、片方が理解できればもう片方の言語の習得はさほど困難ではない。この他、前述したようにスペイン北西部のガリシアでは、ポルトガル語に非常に近いガリシア語が喋られている。また、宗教的には両国ともカトリックであり、大航海時代には海外で積極的にカトリックの宣教活動を行っている。
このような状況を綜合するならば、歴史的経過から現在ではスペインとポルトガルという2つの国家が存在しているが、このようにさまざまな共通点がある以上、両国が政治的にも統合することでその力を最大限に発揮しようというのが、イベリスモの基本思想である。
19世紀にかけて両国の知識人などがさまざまな方法で政治統合を模索したが、実現までには至らなかった。近年では沈静化していたが、ノーベル文学賞を受賞したポルトガルの作家ジョゼ・サラマーゴがスペインとポルトガルの政治統合について言及したことから、波紋が広がっている。

## 支持
2009年の世論調査において、スペインの回答者の30.3%が連邦制を支持し、ポルトガルの回答者の39.9%が連邦制を支持すると答えている。
2010年には、それぞれ31%および45%に上昇した。
2011年にサラマンカ大学が実施した調査では、スペインの回答者の39.8%、ポルトガルの回答者の46.1%が両国間の連邦設立を支持していることが明らかとなった。調査対象者数は1741人である。
2016年にレアル・エルカーノ研究所が実施した調査によれば、ポルトガル人の68%が、スペインとポルトガルが何らかの形でイベリア政治連合へ向かうべきであることに同意していると報告されている。
2019年9月には、世論調査ウェブサイトのelectomania.esが、スペイン人の71.4%がスペイン、ポルトガル、アンドラ、ジブラルタルのイベリア連合に賛成であると公表した。これに対し、ポルトガル人の賛成率は60.7%であった。

### イベリスモの主な賛同者
- ミゲル・デ・ウナムーノ（バスクの哲学者）
- フアン・バレラ（アンダルシアの作家）
- エミリオ・カステラル（第一スペイン共和国大統領）
- ジュアン・マラガイ（カタルーニャの詩人）
- シニバルド・デ・マス（スペイン政府のカタルーニャ外交官）
- フランシスコ・ピ・イ・マルガル（第一スペイン共和国大統領）
- ジョゼ・サラマーゴ（ポルトガルのノーベル文学賞受賞者）
- アルフォンソ・ダニエル・ロドリゲス・カステラオ（ガリシアの民族主義者）

マス・イ・サンスは、イベリア連邦または連合の首都をポルトガルのリバテージョ地方サンタレンに置くことを提案したが、ローマ皇帝ディオクレティアヌスが287年に設置したヒスパニア教区の首都はエメリタ・アウグスタ（現在のスペイン、エストレマドゥーラ州メリダ）であった。

### 組織
現在、ポルトガルとスペイン間の半島関係の発展に携わる多様なイベリア主義組織が存在する。その一例が、2018年に設立された社会文化団体であるソシエダージ・イベリスタである。この団体は、過疎化を防ぎ、環境を回復・改善し、人権を擁護する半島および欧州連合支持の戦略的同盟の創設を推進している。
それ以前には、2013年5月3日にポルトガルのコヴィリャンで「イベリア党運動」が協会として設立された 。2014年12月17日には、スペイン内務省に「イベリア党イベル」として登録され、スペインにも同様の組織ができた。これら両党は現在も活動している。
スペインの政党である共和左翼は、その政治文書において、共和制かつ連邦制のイベリア国家の構造として「連邦主義的イベリア主義」を提唱していた。
2016年からは、市民イベリア・プラットフォームが活動しており、ポルトガルのエルヴァス、グアルダ、シャベスや、スペインのマドリード、バルセロナ、オウレンセなどの都市で様々な公開活動を行っている,。
2018年には、政治団体「ムビミエント・イベルネクサス」、通称イベルネクサスが誕生した。この政治団体は、現在のイベリア主権国家（アンドラ、スペイン、ポルトガル）を超克し、新しい連邦制の共和国を建設することを提唱している。

### 現状
カタルーニャ出身の作家・ジャーナリストであるガシエル（Gaziel）によれば、1986年に両国が欧州連合（EU）に加盟して以来、経済、政治、文化の各分野において両国の関係は急速かつ強力に深まってきたとされる。彼は「イベリア半島の現在の構造を変えるのは、人間の意志ではなく歴史の法則である」と述べ、さらにEUの役割を「出会いの場」として評価し、「この進化が起こる最良の方法は、統合されたヨーロッパの枠内においてである」とも指摘している。
また、ポルトガル・ポルト市の市長ルイ・モレイラ（Rui Moreira）は、両国の立場を接近させる必要性を認識し、イベロラックス（IBEROLUX）の創設を提案している。これはポルトガルとスペインによる共同戦略として構想されたものである。

## 人口動態および領域の広がり
仮にポルトガルとスペインが統合された場合、両国を合わせたイベリア連合は、面積においてフランスに次いで欧州連合で2番目に広い国土を持つ国家となる。また、ヨーロッパ全体ではフランス、ウクライナ、ロシアに次ぐ4番目の広さとなる。
同様に、統合国家の総人口はおよそ5,850万人となり、欧州連合で5番目に人口の多い国となる。現在、スペイン単独でEU内における人口順位は5位であるが、ポルトガルとの合計により、フランス、イギリス、イタリアといった人口6,000万人超の主要国に匹敵する存在感を有することになる。
また、欧州議会における議席数に関しては、現在スペインが54議席、ポルトガルが24議席を有しているが、両国の合計は78議席となり、フランスと同等の議席数を持つことになる。これにより、EU内での政治的影響力の強化が見込まれる。

## イベリア連合の提唱されたシンボル
| 日本語名         | スペイン語名  | ポルトガル語名 | 解説 |
| ---------------- | ------------- | -------------- | --- |
| イベリア連合     | Unión Ibérica | União Ibérica  | イベリア半島に存在するすべての国と領土（ポルトガルとスペインに加えてアンドラとジブラルタルも）の統合を意味する。                                       |
| ヒスパニア       | Hispania      | Hispânia       | 古代ローマ人がイベリア半島全体（ポルトガル、スペイン、アンドラ、ジブラルタル、そしてフランス南部の小部分）に与えた名称。                               |
| イベリア         | Iberia        | Ibéria         | 半島のギリシャ語名。 |
| アル＝アンダルス | Al-Ándalus    | Al-Andalus     | イベリア半島のイスラム教徒領土のアラビア語名。 |
| セファラド       | Sefarad       | Sefarad        | 半島のヘブライ語名。 |
| エスパニャス     | Las Españas   | Espanhas       | ラテン語のHispaniaに由来するイベリア半島の中世の名称。17世紀後半からは、この呼称はイベリア最大の国家のみを指すのにほぼ排他的に使用されるようになった。 |